# Vassili Vladimirovitch Grouchetski
 (avril 2023).
Si vous disposez d'ouvrages ou d'articles de référence ou si vous connaissez des sites web de qualité traitant du thème abordé ici, merci de compléter l'article en donnant les références utiles à sa vérifiabilité et en les liant à la section « Notes et références ».
Vassili Vladimirovitch Grouchetski (1743 — 4 avril 1813) est un lieutenant général, général en chef, sénateur, qui participa à la guerre de Crimée qui sortit du joug ottoman pour entrer dans l'Empire russe.
Il épousa la princesse Eudoxie Vassilievna Dolgoroukova (ou Dolgorouki), fille du général en chef et prince Vassili Dolgorouki-Krimski.
Il est enterré au cimetière Donskoï du  Monastère de Donskoï à Moscou.